# Rooster Fighter
Rooster Fighter (ニワトリ・ファイター?, Niwatori Faitā) è un manga scritto e disegnato da Shū Sakuratani. Viene serializzato dal 18 dicembre 2020 sul sito web di manga online Comiplex di Hero's Inc.. Un adattamento anime prodotto da Sanzigen e Sola Entertainment è stato annunciato.

## Trama
La storia è ambientata in Giappone dove la tranquillità della vita di tutti i giorni viene messa a soqquadro da alcune persone che a causa delle loro emozioni negative, come ad esempio la disperazione e lo stress estremo sul posto di lavoro, iniziano a trasformarsi in besti-oni, creature demoniache finalizzate a provocare il caos distruggendo tutto ciò che incontrano sul loro cammino. Con il tempo questi mostri si sono evoluti e sono diventati più forti e intelligenti, così hanno deciso di utilizzare le loro nuove capacità per conquistare la Terra e hanno dato inizio all'invasione del pianeta. L'umanità cade presto nel panico ma un gallo di nome Keiji, dotato di una forza al di là dell'incredibile, decide di affrontare la minaccia per salvare il mondo e per vendicare la morte di sua sorella Lisa rimasta vittima di un besti-oni noto con il soprannome di "Demone Bianco".

## Personaggi

### Principali
Keiji (ケイジ?)
Si autodefinisce un "uccello migratore", giura di sconfiggere il besti-oni che ha ucciso sua sorella Lisa. Vaga per il Giappone e la sua politica è quella di non rimanere mai nello stesso luogo più del necessario. Ha un rigoroso codice di condotta che segue per quanto concerne il rispetto e l'apprezzamento del prossimo. Nonostante disprezzi i bambini e tutti i giovani in generale, che considera irrispettosi o fastidiosi, ha un debole per alcuni di loro, come Piyoko. Le sue abilità includono un potente canto in grado di fare esplodere i nemici e un'ottima mira nel lanciare gli oggetti con il becco.
Piyoko (ピヨコ?)
Inizialmente allevata da un membro della yakuza per essere venduta con altri pulcini, Piyoko è diventata invece un amato animale domestico da parte del suo nuovo proprietario che però ha finito per trasformarsi in un besti-oni. Dopo aver assistito alla sconfitta di Keiji e il salvataggio del suo proprietario, decide di seguire il gallo nel suo viaggio per sconfiggere il Demone Bianco e Keiji le permette con riluttanza di unirsi a lui dopo che l'ha aiutato a rimettersi in forze. Comincia così ad affezionarsi sempre più a lui fino ad innamorarsene e sogna di sposarlo quando sarà più grande, inoltre sempre lo stesso Keiji è colui che le ha dato il nome di Piyoko, in quanto prima non ne aveva uno. Ha deciso di farsi tatuare dal suo ex proprietario la parola "Giustizia" (仁義?, Jingi) sulla schiena dopo aver visto una scritta analoga su quest'ultimo. Elizabeth e Keiji hanno notato una cosa molto strana su Piyoko: nonostante sia da un mese che stanno girando insieme, Piyoko non è cresciuta per niente, restando stranamente, ancora un pulcino.
Elizabeth (エリザベス?, Erizabesu)
Adottata da una famiglia benestante poco dopo la sua nascita, Elizabeth ha vissuto una vita lussuosa ma insoddisfacente quando ha assistito a un besti-oni devastare la sua città e ha quasi ucciso lei e la sua famiglia. Tuttavia furono tutti quanti salvati da Keiji e lei si innamorò immediatamente di lui, anche se è stata abbandonata subito dopo la loro breve relazione. Delusa e amareggiata, ha deciso di allenarsi per vendicarsi di Keiji ma in seguito cambia idea dopo aver visto altri besti-oni uccidere i suoi cari dopo la partenza di quest'ultimo e perciò si è preparata per sei mesi per combattere i mostri. Dopo aver rincontrato Keiji, decide di unire le sue forze nella lotta contro il Demone Bianco. Elizabeth combatte a una velocità incredibile paragonabile a quella di un fulmine e dimostra ottime capacità legate all'uso della tecnologia.

### Secondari
Argento con un occhio solo (片目の銀?, Katame no gin)
Una tartaruga con un occhio solo che vuole vendicarsi degli uccelli che hanno divorato i suoi fratelli appena nati. Inizialmente ostile nei confronti di Keiji, in seguito lo aiuterà a sconfiggere un besti-oni in mare dopo essersi reso conto che Keiji non è come i gabbiani che tanto disprezza. Così permette a Keiji di andare a vendicare sua sorella e si fa promettere un incontro quando sarà tornato.
Zena (ゼナ?)
Un anziano tucano emigrato dalla sua casa in Brasile e che ora sovrintende alla mostra degli uccelli del sud allo zoo. Porta Keiji alla suddetta mostra dopo averlo trovato privo di sensi sotto la pioggia. Era un membro amato delle comunità e ha protetto la sua famiglia di uccelli da un attacco di besti-oni prima di soccombere a seguito delle ferite riportate. Keiji prese una delle sue piume come ricordo, sperando di poterla restituire un giorno alle sorelle di Zena.
Lisa (リサ?, Risa) e Sara (サラ?)
Lisa e Sara sono le sorelle di Keiji. Lisa è morta uccisa dal Demone Bianco e ciò ha portato Keiji ha iniziare la ricerca del mostro per vendicarla anche se in seguito lo stesso gallo si rende conto che uno degli uccelli usati dal Demone Bianco assomiglia a Sara, la quale è scomparsa prima della morte di Lisa.
Demone Bianco
Un besti-oni dalla pelle bianca e con quattro corna, è il responsabile della morte di Lisa, una delle sorelle di Keiji. È in grado di utilizzare il fuoco per bruciare tutto ciò che desidera e ha un segno circolare sul collo, che Keiji sfrutta per identificarlo.

## Media

### Manga
La serie, scritta e disegnata da Shū Sakuratani, viene serializzata dal 18 dicembre 2020 sul sito web di manga online Comiplex di Hero's Inc.. I capitoli vengono raccolti in volumi tankōbon dal 1º maggio 2021; al 4 luglio 2025 il numero totale ammonta a 10.
In Italia la serie è stata annunciata da Panini Comics che la pubblica sotto l'etichetta Planet Manga dal 17 novembre 2022. La traduzione dei testi è curata da Susanna Scrivo, mentre il lettering è realizzato da Monica Rossi. Ogni singolo capitolo viene chiamato "Frullo d'ali".
La serie viene distribuita anche negli Stati Uniti da Viz Media, in Francia da Mangetsu, in Spagna e Argentina da Editorial Ivrea, in Messico da Panini Comics, in Germania da Altraverse, in Serbia da Najkula, in Egitto da Mahrousa Center for Publishing, Press Services and Information e in Turchia da Yolgezer.

#### Volumi
| 1  | 1º maggio 2021 | ISBN 978-4-86468-801-7 | 17 novembre 2022 | ISBN 978-88-287-2476-6 |
| 1  | Capitoli - 1. In branco o in stormo (獣聚鳥散?, Yūshūchōsan) - 2. Dissiparsi come nuvole, disperdersi come uno stormo (雲散鳥没?, Unsanchōbotsu) - 3. Gli uccelli del sud sognano casa (越鳥南枝?, Enchōnanshin) - 4. La misericordia salva l'uccello in difficoltà che cerca rifugio nella tasca del cacciatore (窮鳥入懐?, Kyūchōnyūkai) - 5. L'addio al nido (四鳥別離?, Shichōbetsuri)                    |                        |                  |                        |
| 2  | 5 ottobre 2021 | ISBN 978-4-86468-835-2 | 2 febbraio 2023  | ISBN 978-88-287-2955-6 |
| 2  | Capitoli - 6. Ridotto all'osso (鵠面鳥形?, Kokumenchōkei) - 7. Vivere come un uccello in gabbia (籠鳥檻猿?, Rōchōkanen) - 8. La primavera giunge con cinguettii di uccelli e profumo di fiori (鳥語花香?, Chōgōkakō) - 9. Mettere qualcosa sotto al becco e nulla più (禽息鳥視?, Kinsokuchōshi) - 10. L'uccello ferito trema alla vista di arco e freccia (傷弓之鳥?, Shōkyūnotori)                          |                        |                  |                        |
| 3  | 4 marzo 2022 | ISBN 978-4-86468-872-7 | 23 marzo 2023    | ISBN 978-88-287-4317-0 |
| 3  | Capitoli - 11. Far schioccare l'arco dopo aver abbattuto l'uccello (鳥尽弓蔵?, Chōjinkyūzō) - 12. Il pesce nella pozzanghera, l'uccello in gabbia (池魚籠鳥?, Chigyorōchō) - 13. Bellezza e armonia tra uomo e natura (花鳥諷詠?, Kachōfūei) - 14. Bello e aggraziato come un uccello che spalanca le ali (鳥革翬飛?, Chōkakukihi) - 15. Fiori in ogni dove, uccelli che cinguettano (落花啼鳥?, Rakkateichō) |                        |                  |                        |
| 4  | 5 agosto 2022 | ISBN 978-4-86468-119-3 | 25 maggio 2023   | ISBN 978-88-287-4471-9 |
| 4  | Capitoli - 16. Un cigno tra gli anatroccoli (群鶏一鶴?, Gunkeinoistukaku) - 17. Il gallo canta, il cane sgraffigna (鶏鳴狗盗?, Keimeikutō) - 18. Anche il gallo o il cane talvolta non trovano pace (鶏犬不寧?, Keikenfunei) - 19. Gallina domestica e anatra selvatica (家鶏野鶩?, Kakeiyaboku) - 20. Pelle di pollo e capelli di gru (鶏皮鶴髪?, Keihikakuhatu)                                             |                        |                  |                        |
| 5  | 26 gennaio 2023 | ISBN 978-4-86468-146-9 | 31 agosto 2023   | ISBN 978-88-287-4983-7 |
| 5  | Capitoli - 21. Prendere la mannaia per staccare la testa al pollo (割鶏牛刀?, Katsukeigyūtō) - 22. La gallina che canta al sorgere del giorno (牝鶏牡鳴?, Hinkeibomei) - 23. L'aiuto al canto del gallo (鶏鳴之助?, Keimeinojyō) - 24. È meglio comandare un pollaio che una stalla (鶏尸牛従?, Keishigyōsyō)                                                                                                 |                        |                  |                        |
| 6  | 29 agosto 2023 | ISBN 978-4-86468-193-3 | 16 maggio 2024   | ISBN 978-88-287-8409-8 |
| 6  | Capitoli - 25. Insignificante come gli insetti nella giara di sakè (甕裡醯鶏?, Ourikeikei) - 26. Bello e inutile come un cane o un gallo di ceramica (陶犬瓦鶏?, Toukengakei) - 27. Il topo in trappola cerca di azzannare il gatto (禽困覆車?, Kinkonfukusha) - 28. L'uccello saggio fa il nido su un albero comodo (良禽択木?, Ryoukintakuboku)                                                             |                        |                  |                        |
| 7  | 29 gennaio 2024 | ISBN 978-4-86468-229-9 | 28 novembre 2024 | ISBN 979-12-21902-24-2 |
| 7  | Capitoli - 29. Volatili e bestie, fili d'erba e alberi (禽獣草木?, Kinjūsōmoku) - 30. Ignobile come una bestia incoronata (衣冠禽獣?, Ikankinjū) - 31. Il pulcino promettente diventa un drago alato (竜駒鳳雛?, Tatsukomahōsū) - 32. Il pulcino promettente diventa un kirin (麟子鳳雛?, Linkohōsū) |                        |                  |                        |
| 8  | 5 agosto 2024 | ISBN 978-4-86468-274-9 | 27 marzo 2025    | ISBN 979-12-21913-17-0 |
| 8  | Capitoli - 33. Raro come il corno del kirin o il becco della fenice (麟角鳳嘴?, Rinkakuhōsu) - 34. Le tre sagge fenici dello Shandong (河東三鳳?, Kawatō sanpō) - 35. La forza ignota del drago nascosto e del pulcino di fenice (伏竜鳳雛?, Fukuryū hōchū) - 36. Sorge la nuova stella della fenice (景星鳳凰?, Keisei hōō) - Capitolo speciale 1. Affilare la punta e mettere nuove ali alla freccia        |                        |                  |                        |
| 9  | 6 gennaio 2025 | ISBN 978-4-86805-028-5 | settembre 2025   | ISBN 979-12-21927-24-5 |
| 9  | Capitoli - 37. (鳳凰銜書?, Hōō kan sho) - 38. (羽翼已成?, Uiyoku issei) - 39. (鴻雁哀鳴?, Kōgan ainmei) - 40. (曳尾塗中?, Eibi tochū) - 41. (孤掌難鳴?, Koshō nanmei) |                        |                  |                        |
| 10 | 4 luglio 2025 | ISBN 978-4-86805-083-4 | —                | —                      |
| 10 | Capitoli - 42. (羽翮飛肉?, Ugehi niku) - 43. (為虎傅翼?, Ikofu yoku) - 44. (射石飲羽?, Shaseki in'u) - 45. (哀鳴啾啾?, Aime shūshū) - 46. (万里鵬翼?, Banri hōyoku) - 47. (戢鱗潜翼?, Shūrin senyoku) |                        |                  |                        |

#### Capitoli non ancora in formatotankōbon
Questa lista è suscettibile di variazioni e potrebbe essere incompleta o non aggiornata.

- Extra.  (鏃礪括羽?, Zakuriko katsu)
- 48.  (翼覆嫗煦?, Tsubasa fukuku)
- 49.  (臥竜鳳雛?, Garyōhōsū)
- 50.  (干戚羽旄?, Kanseki ubou)
- 51.  (鶴鳴九皐?, Tsurumei kyūsō)
- 52.  (一琴一鶴?, Ikkon ikkaku)

### Anime
Nel luglio 2024 al San Diego Comic-Con, è stato annunciato che il manga riceverà un adattamento anime. La serie è prodotta da Sanzigen e Sola Entertainment, con Daisuke Suzuki alla regia e Hiroshi Seko alla composizione della serie. Il CEO di Sola Entertainment Joseph Chou è il produttore. Negli Stati Uniti la serie verrà trasmessa su Adult Swim.

## Accoglienza
Fin dalla sua uscita il manga è stato popolare all'estero, specialmente nei Paesi di lingua spagnola come Messico, Spagna e Argentina. Il manga ha ricevuto offerte di pubblicazione da più di 12 Paesi. Nicola Giuseppe Gargiulo di MangaForever recensendo il primo volume del manga ha affermato che nonostante all'apparenza potesse sembrare una commedia in realtà celava una storia profonda e travolgente con dei forti messaggi sul mondo e la natura degli animali, il tutto accompagnato dai disegni spettacolari e ottimamente espressivi, che andavano ad amalgamarsi alla perfezione con la sceneggiatura e il carisma dei personaggi che componevano il cast. Lo stesso Gargiulo, parlando della serie Nyaight of the Living Cat, ha inoltre sostenuto che sia il manga in esame che Rooster Fighter erano probabilmente due delle storie più bizzarre pubblicate da Panini Comics.